# Cariati
Cariati est une commune de la province de Cosenza, dans la région de Calabre, en Italie.

## Géographie
Cariati est située au bord de la mer Tyrrhénienne, sur la rive sud du golfe de Tarente.

## Religion
- Archidiocèse de Rossano-Cariati
- Cathédrale de Cariati
- Liste des évêques de Cariati

## Administration
| Période                                  | Période | Identité | Étiquette | Qualité |
| ---------------------------------------- | ------- | -------- | --------- | ------- |
|                                          |         |          |           |         |
| Les données manquantes sont à compléter. |         |          |           |         |

### Hameaux
Tramonti, San Cataldo, Santa Maria

### Communes limitrophes
La commune est limitée par la mer Tyrrhénienne au nord, par Crucoli à l'est, par Terravecchia au sud et par Scala Coeli à l'ouest.

## Personnalités nées à Cariati
- Domenico Berardi
- Antonio Fuoco
- Daniele Lavia